# 11547 Griesser
11547 Griesser (1992 UP8) là một tiểu hành tinh vành đai chính được phát hiện ngày 31 tháng 10 năm 1992 bởi F. Borngen ở Tautenburg.